# NHK下仁田本宿中継局
下仁田本宿中継局（しもにたもとしゅくちゅうけいきょく）は、群馬県甘楽郡下仁田町にあるテレビ中継局。

## 中継局

### アナログ放送
| 放送局名          | チャンネル | 空中線電力        | ERP                | 放送対象地域 | 放送区域内世帯数 |
| NHK東京総合テレビ | 42ch       | 映像3W /音声750mW | 映像9.3W /音声2.3W | 関東広域圏   | 約-世帯          |
| NHK東京教育テレビ | 44ch       | 映像3W /音声750mW | 映像9.3W /音声2.3W | 全国放送     | 約-世帯          |

- 2011年7月24日正午で廃局。

### デジタル放送
- 非該当

## 置局住所
- 甘楽郡下仁田町南野牧字砥石6018丙（井戸沢入）[要出典]